# Tuxpan (Jalisco)
Tuxpan é um município do estado de Jalisco, no México.
Em 2005, o município possuía um total de 32.462 habitantes.